# Митаки-дэра
Митаки-дэра (яп. 三瀧寺) — японский буддийский храм в городе Хиросима (район Ниси).

## История
Митаки-дэра был построен в 809 году, в годы Дайдо (806—809) по японскому исчислению. Храм посвящён богине Каннон и является 13-м храмом из 33 мест паломничества в Японии, посвященных этой богине. По этой причине его также называют Митаки-Каннон (яп. 三滝観音) .
На территории храма находятся три водопада, вода из которых используется в качестве подношения жертвам атомной бомбардировки во время мемориальной церемонии мира в Хиросиме. Для проведения панихиды по жертвам атомной бомбардировки в 1951 году из святилища Хиро-Хатиман-дзиндзя (яп. 広八幡神社), находящегося в Хирогаве, в храм Митаки-дэра было принесено тахото (хранилище реликвий), в котором помещалась деревянная статуя сидящего будды Амиды.
Митаки-дэра известен красивыми сакурами и клёнами (в Японии есть традиция весной созерцать цветение сакур, а осенью — изменение цвета листвы клёнов).